# كينتو فوكودا
كينتو فوكودا (باليابانية: 福田 健人) (15 مايو 1990 في توريده في اليابان – )؛ هو لاعب كرة قدم ياباني سابق كان يلعب كمدافع.

## وصلات خارجية
- كينتو فوكودا على موقع رابطة كرة القدم اليابانية للمحترفين (اليابانية)
- كينتو فوكودا على موقع قاعدة بيانات كرة القدم.إي يو (الإنجليزية)
- كينتو فوكودا على موقع Soccerway.com (الإنجليزية)